# Replot
Replot (del finés: Raippaluoto) es una isla en el Kvarken (la garganta), la parte más estrecha del golfo de Botnia en la parte norte del mar Báltico. Tiene unos 2.100 habitantes, casi todos de habla sueca. El tamaño de la isla es de unos 150 kilómetros cuadrados (58 millas cuadradas), lo que la convierte en una de las islas más grandes de Finlandia. Replot era un municipio separado hasta 1973, cuando se integró al municipio de Korsholm, cerca de Vaasa.
La zona ha sido habitada desde antes de la época del dominio sueco en Finlandia. Los primeros habitantes se remontan a por lo menos el siglo XI y posiblemente antes.